# Nakuru

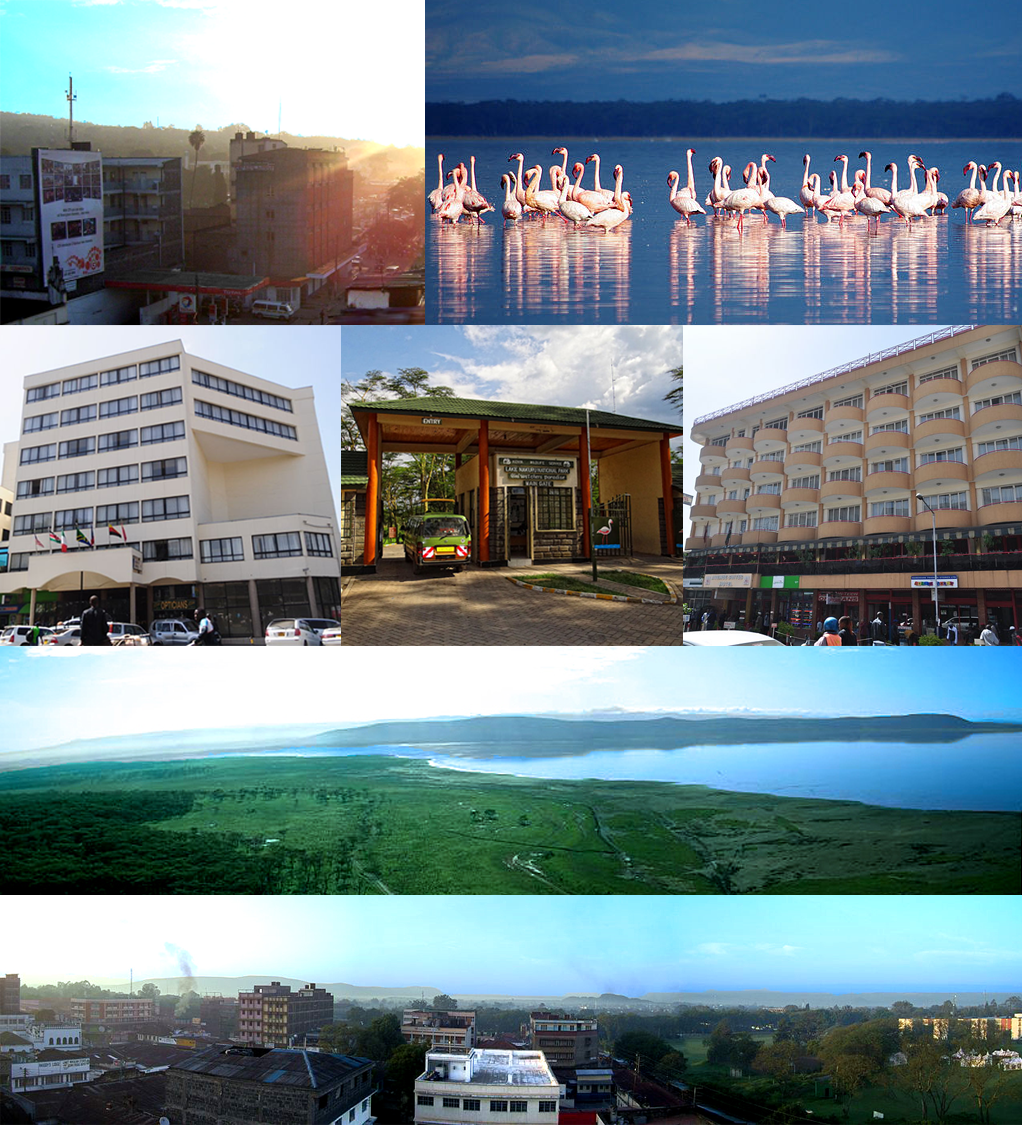
Nakuru.

Nakuru är huvudort i distriktet Nakuru i provinsen Rift Valley i Kenya. År 2009 hade staden drygt 286 411 invånare. Staden är belägen 1 850 m ö.h., i Östafrikanska gravsänkesystemets dalbotten.[källa behövs] Invid staden ligger Nakurusjön med Nakurusjöns nationalpark som är ett populärt turistmål. Vidare finns där även Menengaikratern.
I staden ligger Egertonuniversitetet (1939) bland flera andra lärosäten. Nakuru var ett centrum för europeisk verksamhet under kolonialtiden och har vuxit till en av Kenyas största städer och är ett centrum för jordbruk.  